# Sistema de Parques Nacionales de los Estados Unidos
El Sistema de Parques Nacionales de los Estados Unidos («National Park System», NPS) es un sistema federal de áreas protegidas de los Estados Unidos que comprende la colección de todas las unidades gestionadas por el Servicio de Parques Nacionales («National Park Service», también, confusamente, NPS), no siendo necesario que el título o denominación de la unidad incluya el término «parque» —de hecho, muchos no lo hacen. El sistema incluye todas las áreas designadas parques nacionales («National Parks») y la mayoría de los monumentos nacionales («National Monuments»), así como otros tipos de áreas protegidas de los Estados Unidos —memoriales, parques militares, vías parque, áreas de recreo y costas, riberas y senderos nacionales, además de otros elementos—.
El sistema en su conjunto se considera un tesoro nacional y a veces, a algunos de los más famosos parques nacionales y monumentos nacionales se les llama metafóricamente las «joyas de la corona» («crown jewels»). 
Aunque todas las unidades del Sistema de Parques Nacionales, incluidos los propios parques nacionales, son responsabilidad de un solo organismo, todos ellos son gestionados en virtud de una autorización legislativa individual —o, en el caso de algunos monumentos nacionales, son creados por promulgación también individual del presidente en virtud de la ley de Antigüedades de 1906 («Antiquities Act»)— que establece cual es el régimen de funcionamiento y de los usos admisibles. Por ejemplo, el parque nacional Congaree es casi en su totalidad terreno virgen, y sin embargo, el parque nacional de Yosemite tiene dentro de sus límites el área esquiable «Badger Pass Ski Area» y la central hidroeléctrica «O'Shaughnessy Dam» y el parque nacional del Valle de la Muerte tiene actividades mineras en su interior.
A principios de 2008, en el Sistema de Parques Nacionales había 391 «unidades» de las que 58 eran parques nacionales —la cifra de unidades es un tanto engañosa, ya que, por ejemplo, el «Parque Nacional y Reserva de Denali» se cuenta como dos unidades, mientras que el monumento nacional de Fort Moultrie no se contabiliza como unidad, ya que se considera parte del monumento nacional de Fort Sumter —. El sistema comprende aproximadamente 338.000 km², de los que más de 17.000 km² son de propiedad privada. La unidad más grande es el parque nacional y reserva Wrangell-St. Elia, en Alaska (con 53.000 km², más del 16% del Sistema) y la más pequeña es el monumento nacional Tadeo Kosciuszko, en Pensilvania (con solo 80 m²). 

## Historia

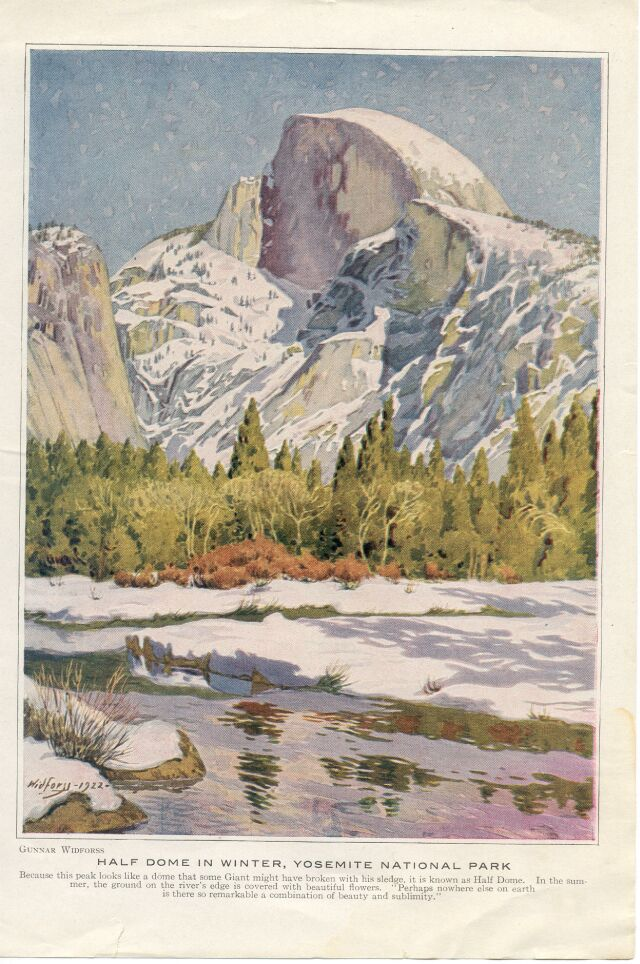
Half Dome Widfoss por Gunnar (1922).

Se pueden distinguir en el desarrollo del Sistema de Parques Nacionales de los Estados Unidos cuatro etapas: 
- una primera etapa de comienzos (1864-1916), que se inicia con la cesión de Yosemite a California para su preservación, en la que se protegen áreas naturales y elementos arqueológicos de forma individual, mediante la declaración de parques nacionales (y desde 1906 monumentos nacionales). Finaliza esta etapa el 25 de agosto de 1916, cuando el presidente Woodrow Wilson firmó una ley del Congreso, la ley Orgánica del Servicio de Parques nacionales («National Park Service Organic Act») por la que se autorizaba a crear el Servicio de Parques nacionales («National Park Service»).[2]

- Una segunda etapa de establecimiento y crecimiento (1916-33), en la que sigue aumentando el número de áreas protegidas, que son cada vez más diversas y que finaliza el 10 de junio de 1933 cuando el presidente Franklin D. Roosevelt estableció un único «Sistema de Parques Nacionales» («National Park System»), consolidando en él todos los parques nacionales y monumentos nacionales, los parques militares nacionales, los once cementerios nacionales, los memoriales nacionales y el parque Capital Nacional.

- una tercera etapa de consolidación (1933-66), en la que el sistema se enriquece y en el que cada vez hay más elementos históricos y áreas de recreo, y que finaliza en 1966 cuando es aprobada la ley de Preservación Histórica Nacional («National Historic Preservation Act»).

- una última etapa de madurez (1966-2009) en la que el sistema no varía sustancialmente.

### Comienzos (1864-1916)
La protección de elementos naturales y áreas en las que existían importantes restos arqueológicos e históricos se inició en los Estados Unidos de forma individualizada, cristalizando en un sistema de áreas protegidas que se articulará sobre la idea de los parques nacionales, aunque ese concepto fue ampliándose con el tiempo para dar cobijo a una gran variedad de áreas y elementos protegidos. 

#### Parques nacionales (1864-91)
La idea de crear un parque nacional ha sido atribuida al artista George Catlin. En 1832 Catlin viajó al norte de las Grandes Llanuras de Estados Unidos y comenzó a preocuparse por la destrucción de la civilización india, de la vida salvaje y las áreas naturales cuando los asentamientos se propagaran hacia el Oeste. Catlin escribió:

[...] por una gran política de protección del gobierno... en un magnífico parque... un parque nacional, conteniendo hombres y bestias, en toda la salvaje y fresca belleza de su naturaleza! "
[...] by some great protecting policy of government... in a magnificent park... a nation’s park, containing man and beast, in all the wild[ness] and freshness of their nature’s beauty!
Catlin

La visión de Catlin no tuvo un efecto inmediato. En el este, la imagen romántica de la naturaleza de James Fenimore Cooper y Henry David Thoreau y de los pintores Thomas Cole y Frederick Edwin Church comenzó a competir con la opinión predominante de la vida salvaje como un desafío a superar. Poco a poco, la naturaleza virgen y espectacular de los espacios naturales del Oeste llegó a ser mejor conocida y la idea de salvar tales lugares comenzó a interesar. 
En California, varios líderes trataron de proteger el Valle de Yosemite. En 1864, el senador John Conness de California, patrocinó y actuó para que se transfiriese el valle (y el cercano bosque de sequoias gigantes de Mariposa Big Tree) al estado californiano para que puedan «ser utilizados y conservados para el beneficio de la humanidad» («be used and preserved for the benefit of mankind»). El presidente Abraham Lincoln firmó esta ley del Congreso el 30 de junio de 1864. Se concedió el valle y el bosque a California, a condición de que «fuese para uso público, recursos y recreo... inalienables para siempre» («be held for public use, resort, and recreation... inalienable for all time»).
La región de Yellowstone fue «oficialmente» explorada por vez primera por David E. Folsom, Henry D. Washburn y Ferdinand Hayden en 1869-71. Casi al final de la primera expedición, el debate alrededor de la fogata en el campamento entre varios de los miembros llevó a sugerir que la zona se destinará a uso público y que no se permitiese que fuese vendida a los particulares. Uno de los primeros aliados en la promoción de una reserva fue la Compañía del Ferrocarril del Pacífico Norte («Northern Pacific Railroad Company»), que estaba buscando los principales pasos para su ruta a través de Montana.

#### Monumentos nacionales (1906-16)

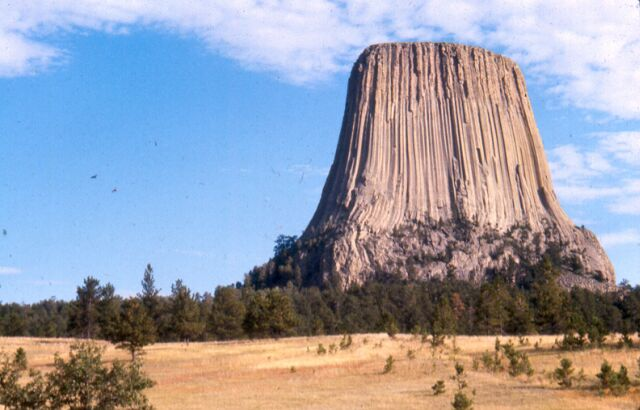
La torre del Diablo, una torre rocosa vertical de más de 180 m de altura, fue el primer monumento nacional de los EE. UU.

El énfasis inicial en la conservación había estado en la creación de parques nacionales, pero había otro movimiento que trataba de preservar las viviendas en los acantilados, las ruinas pueblo y las antiguas misiones en todo el Oeste y Suroeste. A menudo, los ganaderos locales trataban de proteger el saqueo de estas ruinas, pero los cazadores-olla (pot-hunters) destrozaban muchos sitios. El esfuerzo se inició en Boston y se extendió a Washington, Nueva York, Denver y Santa Fe, durante los años 1880 y 1890. Lacey John Fletcher, representante de Iowa y Henry Cabot Lodge, senador de Massachusetts, crearon la ley de Antigüedades de 1906 («Antiquities Act»).
La ley de Antigüedades de 1906 fue diseñada para proteger las antigüedades y objetos de interés científico en el dominio público. Se autorizaba al Presidente «para declarar, por proclamación pública, lugares históricos, estructuras históricas y prehistóricas y otros objetos de interés histórico o científico» («to declare by public proclamation historic landmarks, historic and prehistoric structures, and other objects of historic or scientific interest») que existiesen en tierras públicas de los Estados Unidos. La ley establecía que estos sitios debían de ser declarados monumentos nacionales. Se prohibía la excavación o remoción de objetos en tierras federales a menos que hubiese sido expedido un permiso autorizando las excavaciones emitido por el departamento al que correspondiese la gestión del lugar. (Entre 1906 y 1933 tres agencias federales, de los Departamentos de Interior, Agricultura y de la Guerra, iniciaron y administraron por separado grupos de monumentos nacionales.)
El presidente Theodore Roosevelt firmó la ley de Antigüedades el 8 de junio de 1906. Ya en 1889, el Congreso había autorizado al presidente a reservar los terrenos en los que estaban localizadas las bien conocidas Ruinas de Casa Grande. En 1904, Edgar Lee Hewett, arqueólogo y antropólogo, hizo una revisión de todas las ruinas indígenas en tierras federales en los estados de Arizona, Nuevo México, Colorado y Utah, recomendando muchos sitios para su protección. Basándose en el informe de Hewett y en muchos otros informes individuales requeridos para otros lugares localizados por todo el Oeste, entre 1906 y 1916, el Departamento del Interior recomendó y los presidentes Roosevelt, William Howard Taft y Woodrow Wilson proclamaron veinte monumentos nacionales.
El 24 de septiembre de 1906 el presidente Roosevelt proclamó la Torre de los Diablos como el primer monumento nacional. La Torre de los Diablos es un hito natural localizado en Wyoming, una alta y aislada torre de roca de 180 m de altura visible desde casi 100 millas (160 km) que ha sido desde siempre una guía para orientarse y un lugar con gran significado religioso para las tribus nativas. En diciembre de ese mismo año se establecieron otros tres monumentos nacionales más. Uno fue El Morro, en Nuevo México, es un antiguo camino en las tierras del escabroso desierto utilizado por colonos indios y viajeros durante siglos como un abrevadero y un lugar para dejar sus firmas. El sitio incluye petroglifos prehistóricos y cientos de inscripciones, que van desde las realizadas por los exploradores españoles en el siglo XVII hasta las inscripciones de los emigrantes y colonos estadounidenses en el siglo XIX. Otro fue el Castillo de Montezuma, en Arizona, es uno de los acantilados con viviendas mejor conservados. El último, el Bosque Petrificado, también en Arizona, es mundialmente conocido por su madera petrificada, por las ruinas indígenas y los petroglifos. 
Tres de los primeros monumentos nacionales originales se convirtieron, más tarde, en el núcleo de nuevos parques nacionales. Mukuntuweap se convirtió en Zión; Sieur de Monts creció en Acadia, y el Bosque Petrificado, que fue ampliado por el Congreso, se convirtió en un parque nacional del mismo nombre. Tres de las áreas más pequeñas fueron posteriormente abolidas (las Cavernas de Lewis y Clark, Caverna Shoshone y Papago y Saguaro).

#### Aguas termales (1832-1916)

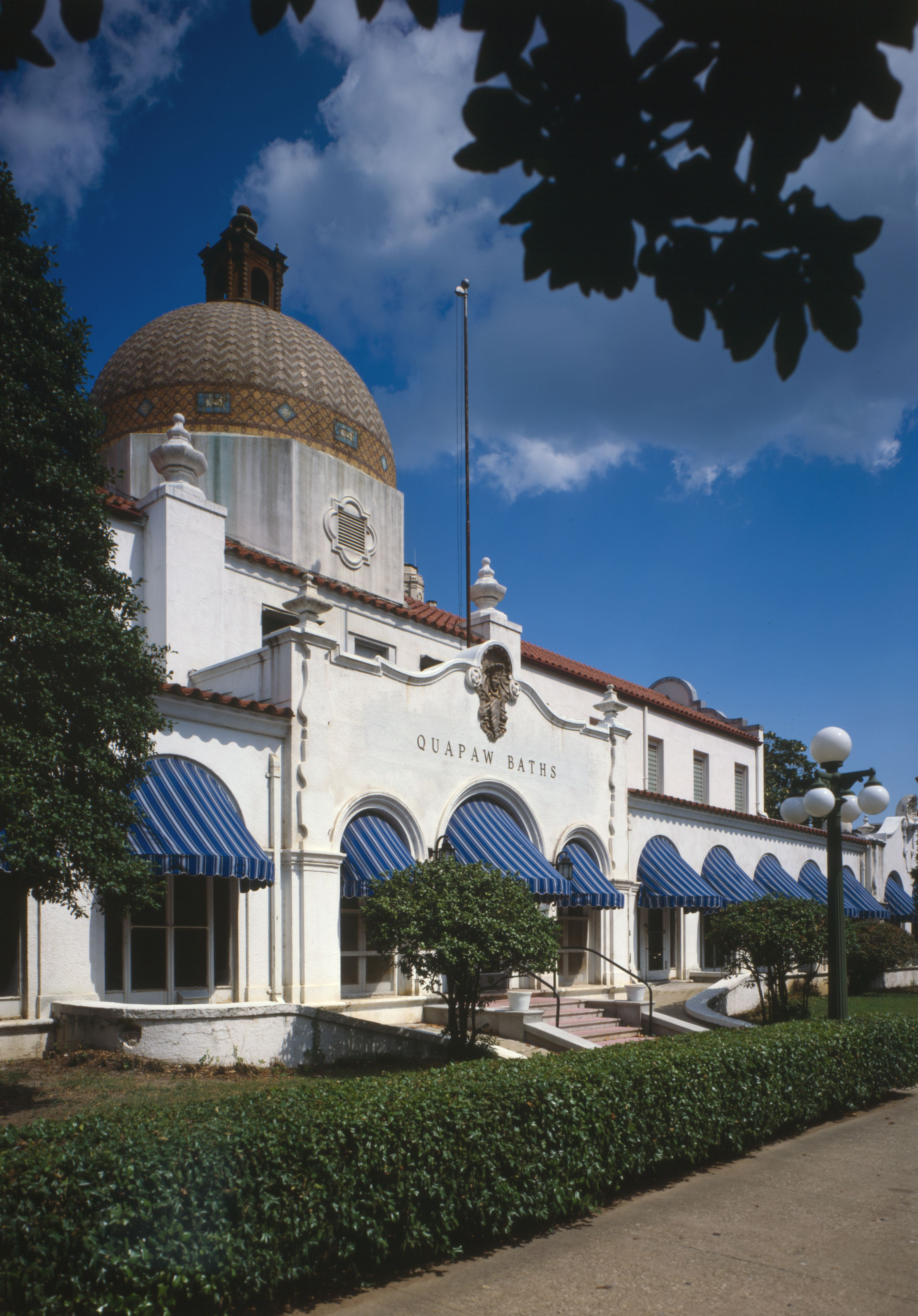
Baños de Quapaw, de una imagen de HABS.

Los manantiales de aguas termales habían sido utilizados por sus propiedades medicinales desde tiempos antiguos. En 1800, lugares como Saratoga Springs (Nueva York), Berkeley Springs y White Sulphur Springs (Virginia Occidental) y French Lick (Indiana) se estaban convirtiendo en centros turísticos muy populares. En 1832, Hot Springs (Arkansas) se reservó como una reserva federal para proteger los 47 manantiales de aguas calientes. En 1870, la zona fue protegida por el Congreso como Reserva de Hot Springs y en 1921 se creó un parque nacional. El parque nacional Hot Springs es un balneario y un spa más que el característico lugar natural de gran belleza paisajística. 
En 1902 el Gobierno Federal compró a los indios choctaw y chickasaw cerca de 32 manantiales de aguas termales cerca de Sulphur, en Oklahoma. La reserva Sulphur Springs se sometió a la jurisdicción del Secretario del Interior, que al poco adquirió algunas tierras adicionales. En 1906 el Congreso creó el parque nacional Platt, que incluía la reserva Sulphur Springs.

## Establecimiento y crecimiento (1916-33)
44 años después del establecimiento de Yellowstone, el presidente Woodrow Wilson creó el Servicio de Parques nacionales el 25 de agosto de 1916. Por años, J. Horace McFarland, Presidente de la Asociación Cívica Americana; los Secretarios del Interior Walter Fisher y Franklin K. Lane; los Presidentes William Howard Taft y Woodrow Wilson; Frederick Law Olmsted, Jr.; los Representantes William Kent y John E. Raker de California California; el Senador Reed Smoot de Utah; Stephen T. Mather y Horace M. Albright han perseguido la creación de una agencia aparte para administrar los Parques y Monumentos Nacionales.

## Crecimiento (1933-66)
El largo período entre 1933 y 1964, comenzó con la necesidad de asimilar las 71 áreas diversas en el Sistema. Entre muchas otras medidas, en 1933, el presidente Franklin D. Roosevelt estableció un amplio programa de conservación de los recursos naturales implementado en gran parte a través del recién creado Cuerpo Civil de Conservación («Civilian Conservation Corps», CCC). En la cima del programa en 1935, el Servicio tenía 600 campamentos CCC, 118 de ellos asignados al Sistema de Parques Nacionales y 482 áreas a los parques estatales, que concernían a unos 120.000 afiliados y 6.000 supervisores capacitados profesionalmente. 

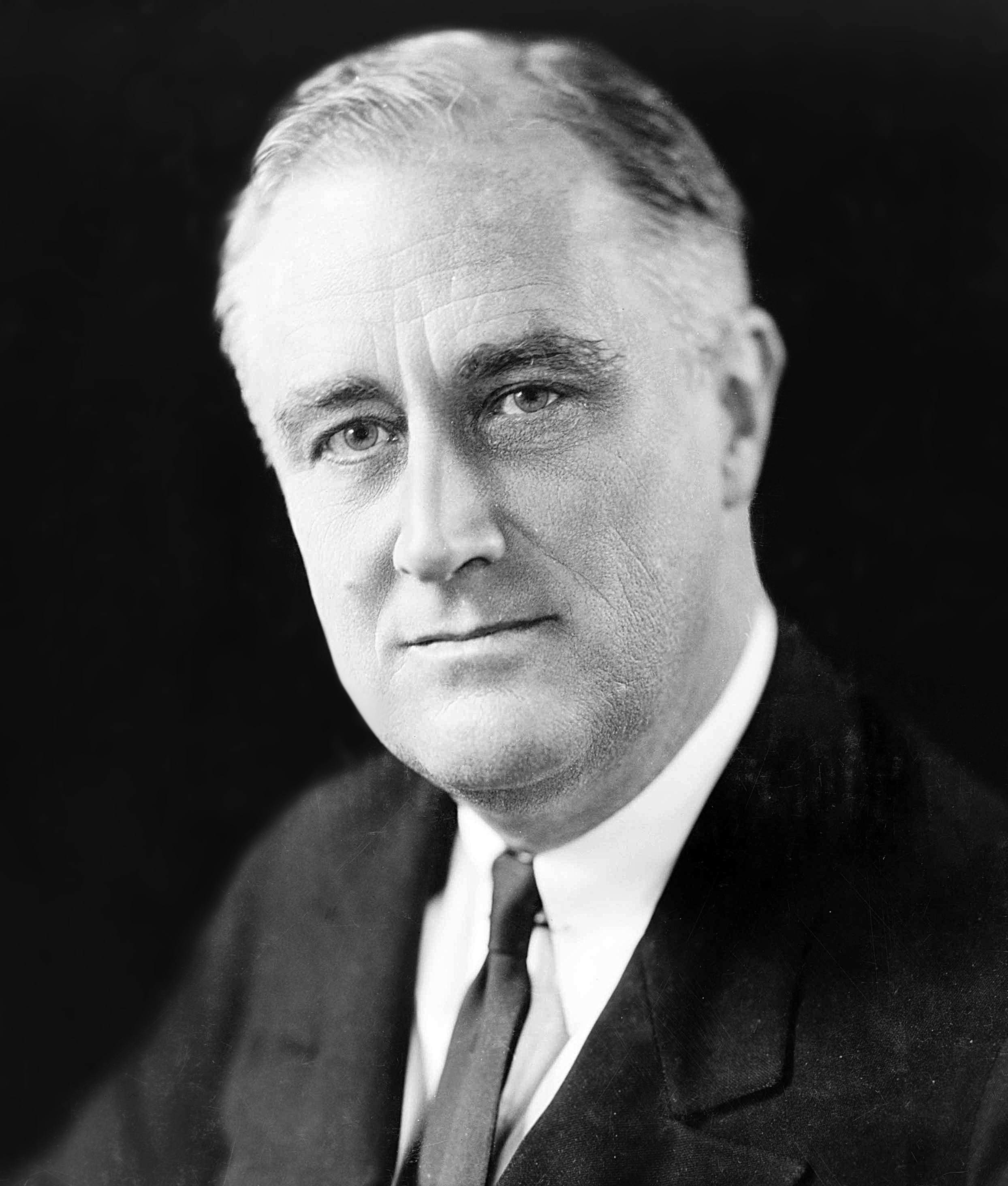
Franklin Delano Roosevelt, 1933.

A mediados de siglo, la creciente acumulación de las tareas de mantenimiento pendiente de los parquee y los nuevos proyectos de desarrollo plantearon enormes problemas al Servicio y al Sistema. Fue una época marcada por la espectacular inauguración y prosecución de la Misión 66 —un programa de 10 años del Servicio de Parques nacionales que tenía como fin aumentar de forma considerable los visitantes con ocasión del 50.º aniversario de la creación del Servicio—, la aparición de una «crisis del recreo al aire libre» y la creación de la Comisión de Revisión de los Recursos de Recreo al Aire Libre («Outdoor Recreation Resources Review Commission») y la Oficina de Recreo al Aire Libre («Bureau of Outdoor Recreation»), y de ello surgió un creciente interés nacional en una mejor preservación de la entonces desapareciente América virgen. 
Entre la reorganización de 1933 y la reorganización de 1964, se añadieron al Sistema 1.102 áreas, incrementando el número total de 137 a 239 elementos. La distribución de las nuevas áreas entre las categorías es importante: de las nuevas incorporaciones, 11 son «áreas naturales», aumentando su número de 58 a 69 (19%); 65 fueron «áreas históricas», aumentando de 77 a 152 (96%); 15 eran «zonas recreativas», aumentando su número de uno a 16 (1500%). Es evidente que durante este período la tasa de crecimiento de las áreas naturales disminuyó notablemente desde los niveles anteriores y en comparación con la tasa para otras categorías, aunque aún se hacen hoy día adiciones muy importantes de tierras naturales. Por otra parte las tasas de crecimiento de áreas históricas y de zonas recreativas se aceleraron bruscamente. Al Servicio le tomó más de una generación, desde 1933 a 1964, asimilar esos 102 nuevos ámbitos diversos y las 71 zonas añadidas en la reorganización de 1933 e incorporarlas de forma segura en el Sistema de Parques Nacionales. 

### Áreas naturales (1933-66)
Ya en 1892 se había hablado de una posible adición de Jackson Hole al parque de Yellowstone y desde 1916 en adelante el Servicio y el Departamento del Interior buscaron activamente su preservación en el Sistema de Parques Nacionales. Fue John D. Rockefeller, Jr., sin embargo, quien rescató Jackson Hole. En 1926 visitó la zona y descubrió un nuevo desarrollo comercial barato, en tierras privadas, en medio de una belleza natural excepcional. Había salas de baile, stands de perritos calientes, estaciones de servicio, grandes stands de rodeo y vallas publicitarias que bloqueaban la vista de la cordillera de los Teton. 

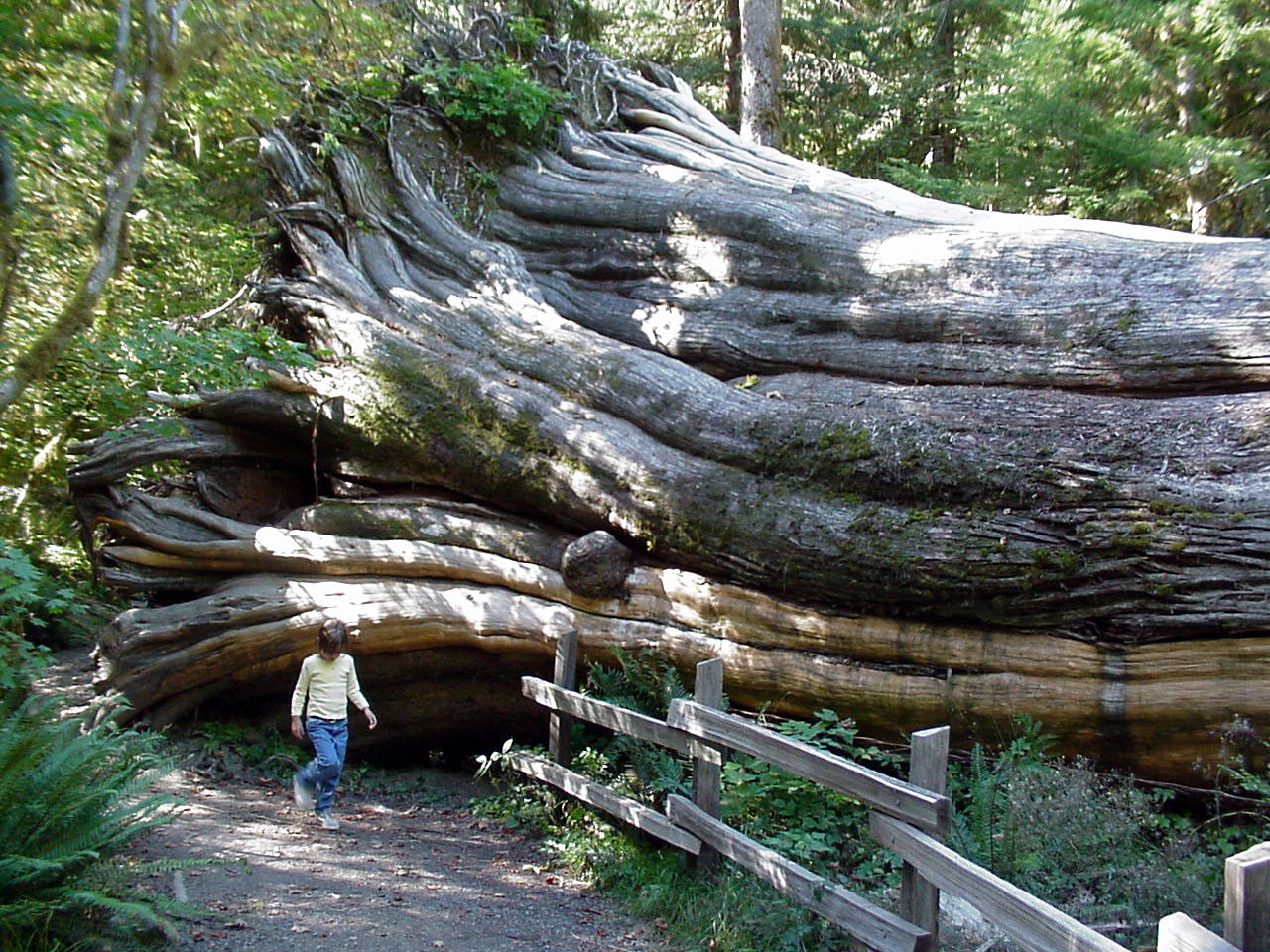
Tuyas caídas (Western Red Cedar).

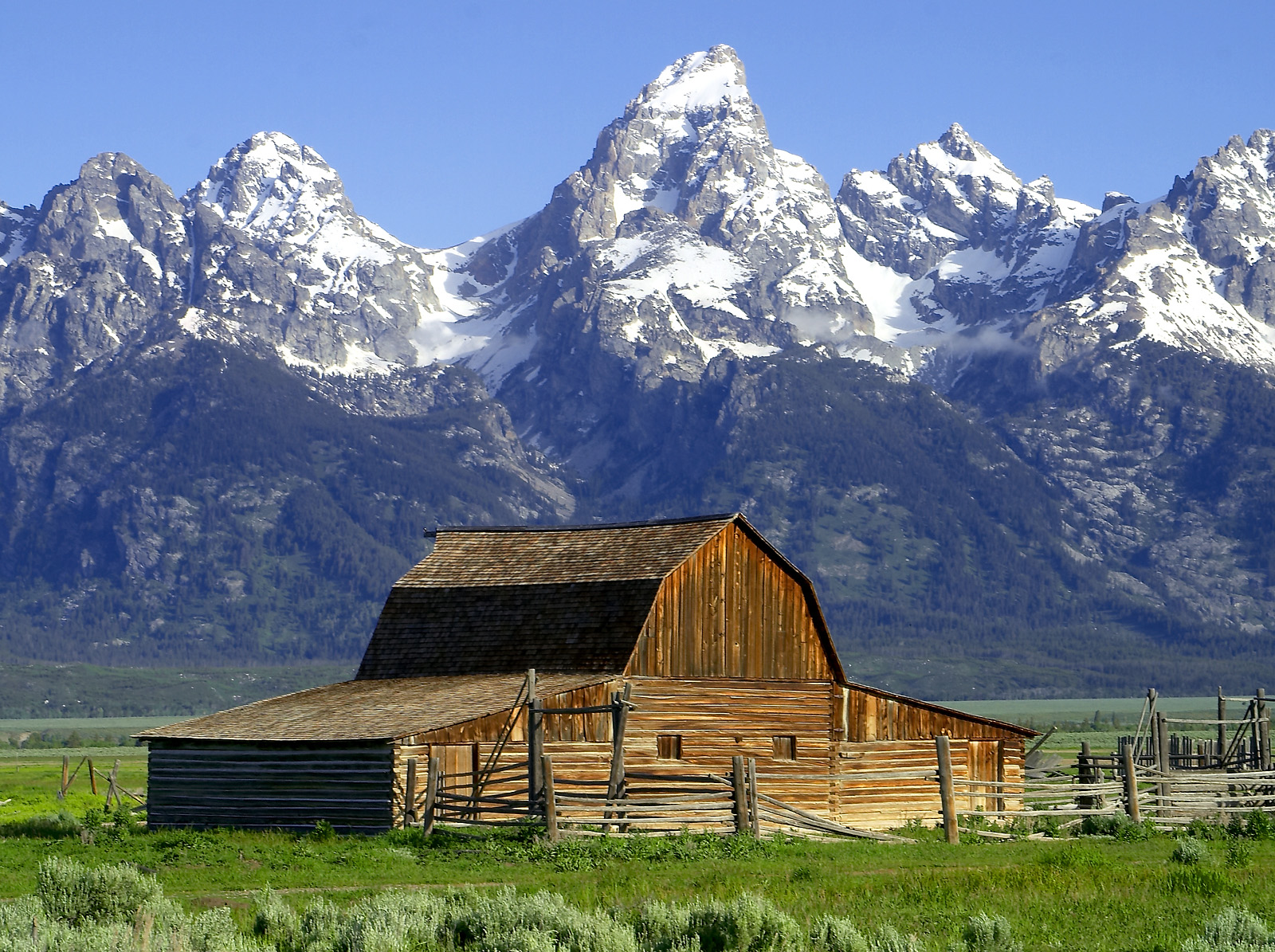
Parque nacional Grand Teton.

Rockefeller inició un programa de adquisición de tierras y en unos pocos años adquirió más de 33.000 acres (130 km²) en Jackson Hole, que ofreció como regalo a los Estados Unidos. Mientras tanto, se desarrollaba la oposición entre ganaderos, ganaderos, envasadores, cazadores, intereses madereros, así como funcionarios del Servicio Forestal. En 1943, todavía no había legislación de parque. Rockefeller indicó que se podría disponer de la propiedad si ninguna acción quedase pendiente. El 15 de marzo de 1943, el presidente Franklin D. Roosevelt proclamó el monumento nacional Jackson Hole, consolidando los 130 km² donados por Rockefeller, con 720 km² retirados del bosque nacional Teton. Así se creó el parque nacional Grand Teton.
La proclamación del presidente Roosevelt desató una tormenta de críticas que se esperaba desde hacía años entre los miembros occidentales del Congreso. El representante de Wyoming, Frank A. Barrett, y otros presentaron proyectos de ley para abolir el monumento y derogar la Sección 2 de la ley de Antigüedades que contiene la autorización al presidente para proclamar monumentos nacionales. Un proyecto de ley para suprimir el monumento se aprobó en el Congreso en 1944 pero fue vetado por el presidente Roosevelt. El presidente señaló en su veto que presidentes de ambos partidos políticos, empezando por Theodore Roosevelt, establecieron amplios precedentes proclamando 82 monumentos nacionales, de los que siete fueron mayores que Jackson Hole. La proclamación fue, sin embargo, también impugnada en los tribunales, donde fue firmemente defendida por los Departamentos de Justicia y del Interior y se mantuvo. Un compromiso fue elaborado y plasmado en la legislación aprobada por el presidente Harry S Truman el 14 de septiembre de 1950. Combinó el monumento nacional Jackson Hole y el viejo parque nacional Grand Teton en un «nuevo parque nacional Grand Teton», que comprendía 1.210 km², con disposiciones especiales relativas a los impuestos y la caza. También se prohibió el establecimiento o ampliación de los Parques nacionales o Monumentos de Wyoming en el futuro, salvo autorización expresa del Congreso.

### Áreas históricas (1933-66)

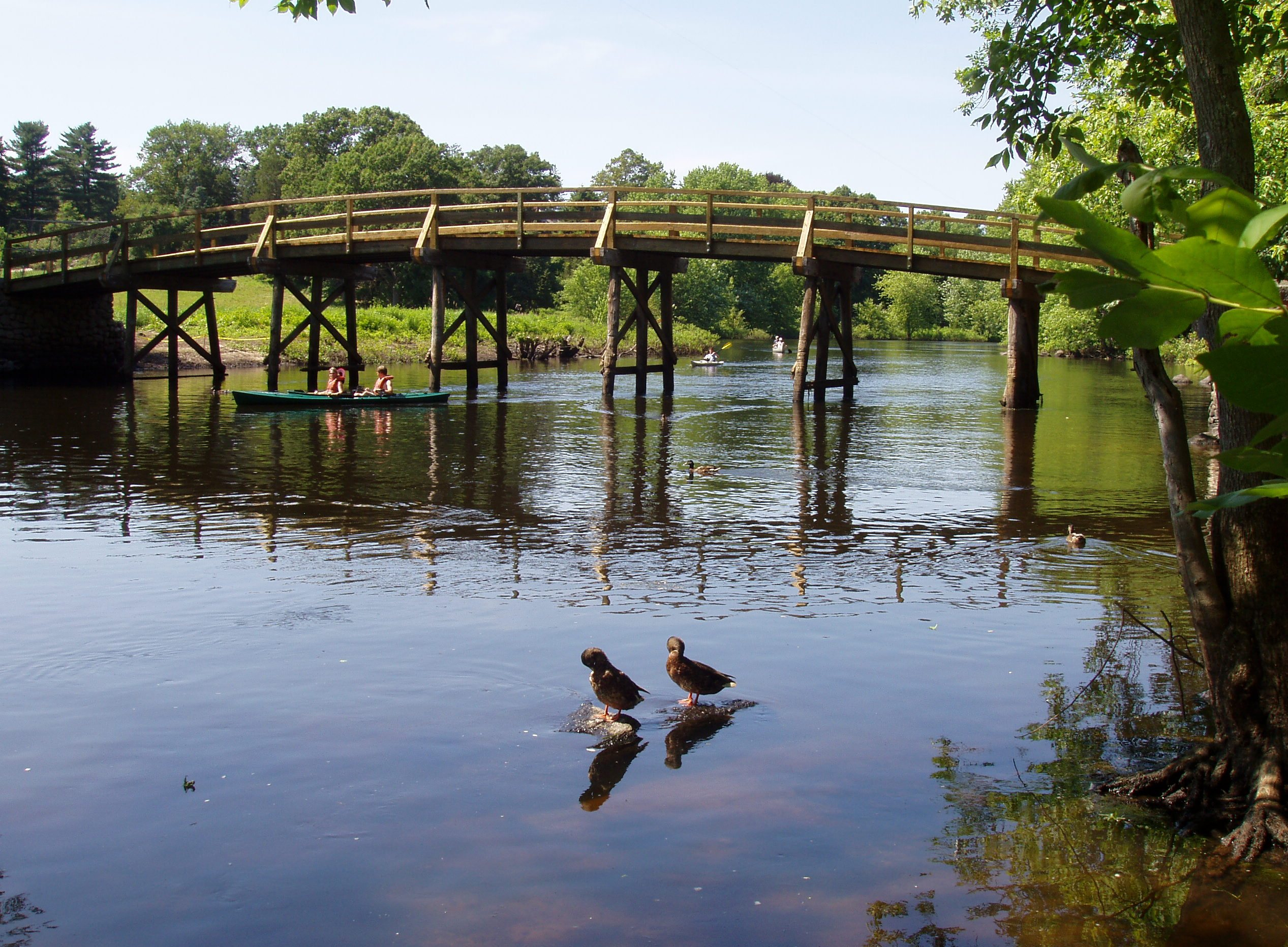
Old North Bridge, Parque Histórico Nacional Minute Man.

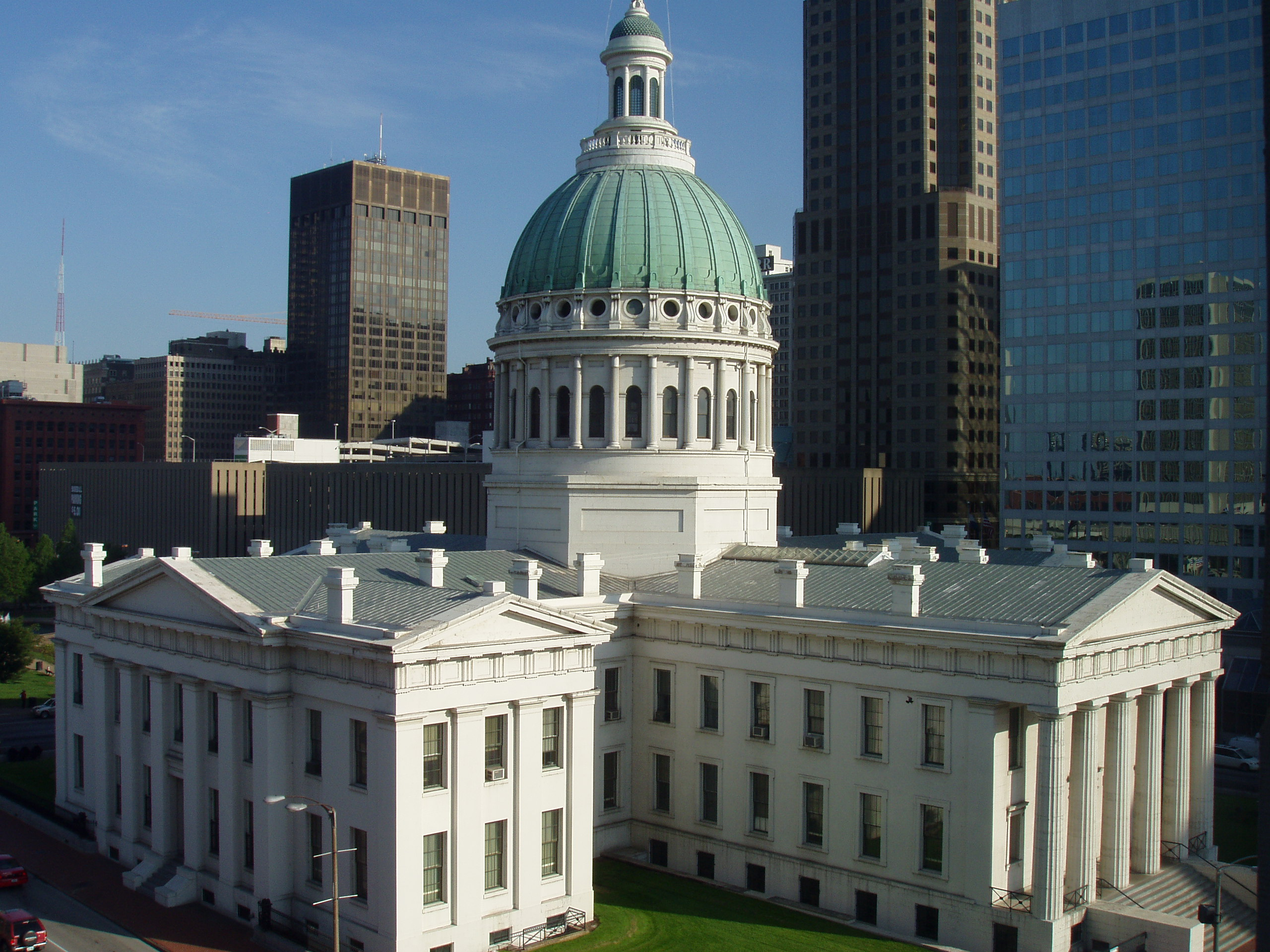
El Viejo Palacio de Justicia (The Old Courthouse), ahora parte del Memorial Expansión Nacional de Jefferson, en San Luis, Misuri.

Entre 1933 y 1964 se añadieron al Sistema de Parques Nacionales 65 áreas históricas, incluidas nueve sitios históricos nacionales («National Historic Sites») y un parque internacional («International Park») de propiedad no federal. Esas áreas se pueden agrupar según los siguientes nueve temas históricos:
- I. Los habitantes originales (6);
- II. Exploración y asentamientos europeos (12);
- III. Desarrollo de las colonias inglesas, 1700-1775 (2);
- IV. Grandes guerras de América (10);
- V. Asuntos Políticos y Militares (16);
- VI. Expansión hacia el Oeste 1763-1898 (15);
- VII. América en el trabajo (America At Work) (9);
- VIII. La Sociedad Contemplativa (« The Contemplative Society») (0);
- IX. Sociedad y conciencia social («Society and Social Conscience ») (5).

Gran parte de esas nuevas áreas no habrían podido ser declarados sin la ley de Sitios Históricos de 1935 («Historic Sites Act»), una iniciativa legislativa lógica que continuó la reorganización de 1933 y que surgió del encargo del presidente Franklin D. Roosevelt, el 10 de noviembre de 1933, a su amigo y vecino, el Major Gist Blair, a tomar en consideración «a algún tipo de plan que coordinase la amplia relación del Gobierno Federal con los Estados y el interés local en el mantenimiento de fuentes y lugares históricos en todo el país» («to some kind of plan which would coordinate the broad relationship of the Federal Government to State and local interest in the maintenance of historic sources and places»).
La ley de 1935 declaró «que es una política nacional preservar para el uso público los lugares históricos, edificios y objetos de importancia nacional para inspiración y beneficio del pueblo de los Estados Unidos» («that it is a national policy to preserve for public use historic sites, buildings and objects of national significance for the inspiration and benefit of the people of the United States»). Esta nueva y creciente política nacional ha sido la piedra angular del programa de preservación histórica del Gobierno Federal desde 1935, reafirmada en la ley de 26 de octubre de 1949, que creó el Fondo Fiduciario Nacional para la Preservación Histórica («National Trust for Historic Preservation»), y en la ley de Preservación Histórica Nacional de 1966 («National Historic Preservation Act»). Para llevar a cabo tal política la ley de 1935 asignó amplios poderes, deberes y funciones al Secretario del Interior, que los ejercerá a través del Servicio de Parques nacionales, entre ellos: 
1. Hacer una encuesta nacional de sitios históricos y arqueológicos, edificios y objetos para determinar cuáles de ellos tienen «un valor excepcional como conmemoración o ilustración de la historia de los Estados Unidos» («exceptional value as commemorating or illustrating the history of the United States»);
2. Adquirir bienes muebles o inmuebles a los efectos de la Ley;
3. Contratar o hacer acuerdos de cooperación con los estados, subdivisiones municipales, corporaciones, asociaciones o individuos para preservar los bienes históricos.
Además, la ley estableció la necesidad de crear una Junta Consultiva («Advisory Board») en cada uno de los parques, sitios históricos, edificios y monumentos nacionales. 
La idea de realizar una encuesta a modo de inventario del patrimonio edificado histórico fue una iniciativa de 1933 de Charles E. Peterson, un joven arquitecto paisajista del Servicio de Parques nacionales. La Encuesta de Edificios Históricos de Estados Unidos («Historic American Buildings Survey», HAB) se organizó después de la aprobación de la ley de Sitios Históricos en 1935, en cooperación con funcionarios de la Biblioteca del Congreso y el Instituto Americano de Arquitectos («American Institute of Architects»). Desde 1935 la HAB ha recogido más de 30.000 dibujos a escala, 40.000 fotografías y 13 000 páginas de documentación de más de 13 000 de los edificios históricos de la nación. A partir de 1960, las responsabilidades del personal de este estudio se ampliaron para incluir recomendaciones de una importante serie de sitios históricos nacionales («National Historic Landmarks»), designados oficialmente por el Secretario del Interior. El 9 de octubre de 1960, el Secretario del Interior Fred A. Seaton anunció la primera lista oficial de 92 sitios históricos y edificios elegibles para su designación como monumentos.

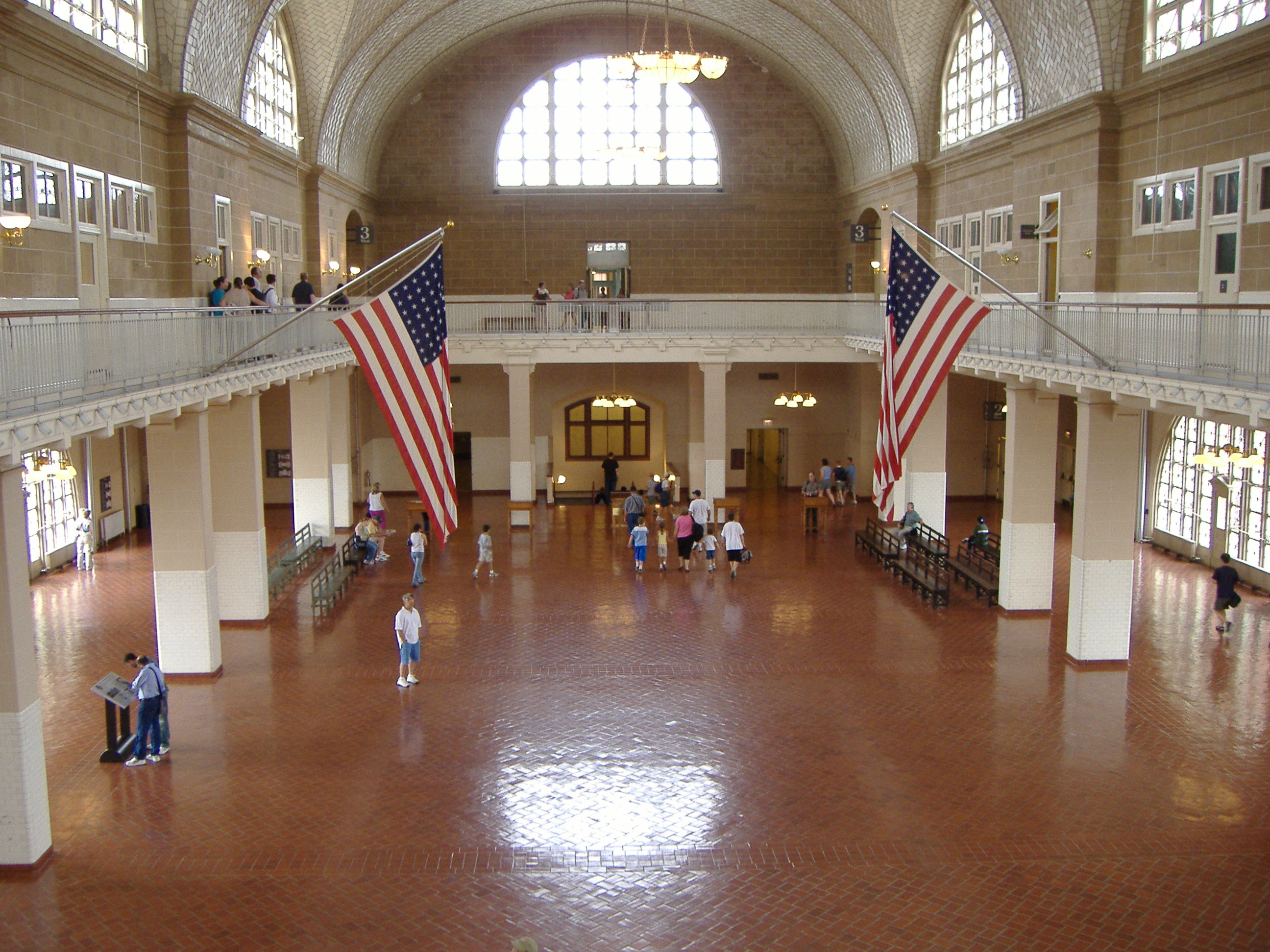
Ellis Island, Main Hall.

El Programa de Salvamento Arqueológico Inter-Agencias («Inter-Agency Archaeological Salvage Program») fue organizado por el Servicio de Parques nacionales en 1946 a petición del Comité para la Recuperación de los Restos Arqueológicos («Committee for Recovery of Archaeological Remains») para coordinar el rescate de insustituibles artefactos prehistóricos e históricos indígenas, antes de las inundaciones bajo los nuevos embalses proyectados en los valles de los ríos por todo el país. Este programa, que se ha llevado a cabo durante un cuarto de siglo, en colaboración con la Smithsonian Institution y universidades, museos, e instituciones de investigación en todo el país, ha profundizado enormemente el conocimiento de la prehistoria de América.

#### Primeras áreas históricas
Algunos de los elementos más importantes de naturaleza histórica añadidos al Sistema entre 1933 y 1964 pasaban casi inadvertidos en las largas listas temática. El Memorial Expansión Nacional de Jefferson fue el primer sitio histórico nacional («National Historic Site») establecido por la autoridad de la ley de Sitios Históricos («Historic Sites Act»). Más importante aún, sus 37 manzanas abarcaban un área urbana clave en el histórico paseo marítimo de San Luis —el primer esfuerzo importante del Servicio, después del conjunto Parques de la Capital Nacional, para conservar y desarrollar un lugar histórico urbano grande e importante. Algunos monumentos arquitectónicos, entre ellos la antigua Oficina de Correos y la catedral de San Luis, han sido cuidadosamente conservados, pero la principal característica de la zona es tener el único gran monumento nacional de diseño moderno de los Estados Unidos, y uno de los pocos en el mundo —el Arco de acero inoxidable de Eero Saarinen. 
En 1948 el Congreso autorizó otro gran proyecto urbano, el Parque Histórico Nacional de la Independencia, en Filadelfia, la zona histórica más importante en los Estados Unidos, que comprende el Independence Hall y la Plaza de Armas, Palacio de Congresos, Salón de Carpinteros, y muchos otros sitios y edificios relacionados con la independencia y el establecimiento de un gobierno en virtud de la Constitución. El método de análisis de complejos problemas urbanos se utilizó en Boston, lo que llevó a la autorización de parque histórico nacional Minute Man («Minute Man National Historical Park») en 1959 y otros sitios, incluido el monumento de Bunker Hill, Faneuil Hall y la Casa Vieja de Boston («Old Boston State House»). Se estableció una comisión para la ciudad de Nueva York, donde fue añadido un complejo de monumentos urbanos, incluidos el Federal Hall, Castillo Clinton, Grant Memorial, Hamilton Grange, la casa natal de Theodore Roosevelt y Sagamore Hill, al previamente autorizado monumento nacional de la Estatua de la Libertad, cuyos límites se ampliaron para incluir la isla Ellis.

### Áreas de recreo, 1933-66
En esta etapa el Servicio debe dar respuesta a las nuevas fuerzas sociales y económicas que emergen de la era del New Deal, ampliando sus relaciones de cooperación con los Estados, asegurando la promulgación de la ley de parques, vías parques y áreas de estudio de 1936 («Park, Parkway and Recreation Area Study Act») que supuso la creación de cuatro nuevos tipos de áreas de parques federales: vía parque nacional, área de recreo nacional, costa nacional y zonas demostrativas de recreo. Al final de este período, quince de esas áreas habían sido autorizadas o establecidas bajo la administración del Servicio de Parques nacionales. Dado que tenían mucho en común, fueron designadas colectivamente como zonas recreativas en la reorganización de 1964.
El origen de esas nuevas áreas de recreo como una categoría del Sistema de Parques Nacionales derivó en una parte importante de la ampliación de las responsabilidades asignadas al Servicio a partir de la década de 1930, siendo una de las más importantes la administración de cientos de Cuerpos de Conservación Civil («Civilian Conservation Corps», CCC), los campamentos situados en los parques estatales («State Parks»). El Servicio de Parques nacionales había fomentado activamente el movimiento de los parques estatales desde que Tyng Stephen Mather había ayudado a organizar la Conferencia Nacional sobre los parques estatales en Des Moines, Iowa, en 1921. Fue natural que en 1933 se pidiera al Servicio asumir la dirección nacional de los Trabajos de Conservación de Emergencia («Emergency Conservation Work») en los parques estatales cuando se puso en marcha dicho programa. Afortunadamente para el Servicio, Conrad L. Wirth (que luego fue director del NPS entre 1954-61) resultó un administrador excepcional para dirigir este complejo programa nacional. Era un cometido muy amplio y cambiante, que en su punto máximo afectaba a la administración de 482 campamentos CCC asignados a los parques estatales que empleaban a casi 100.000 afiliados en los proyectos de trabajo, orientados por un personal técnico y profesional de varios miles de personas.
En este nuevo programa puesto en marcha se hizo evidente dolorosamente que, en la década de 1930, la mayoría de los estados carecían de cualquier tipo de planes para poner en marcha los sistemas de parques estatales. En 1941, el Servicio publicó su primer informe exhaustivo, Un estudio del parque y el problema recreativo en los Estados Unidos («A Study of the Park and Recreation Problem in the United States»), un examen cuidadoso de todo el problema del uso recreativo en los parques nacionales, estatales, condales y municipales de los Estados Unidos. Interrumpido por la Segunda Guerra Mundial, el director Wirth (1954-61) retomó esos estudios con el inicio de la Misión 66, y elaboró un segundo informe completo, publicado en 1964 con el título «Parques para Estados Unidos, una encuesta de los parques y recursos relacionados en los cincuenta estados y un plan preliminar» («Parks for America, A Survey of Park and Related Resources in the Fifty States and a Preliminary Plan»). Numerosos estudios de ordenación del territorio de cada uno de los ámbitos, de las cuencas fluviales y de las regiones acompañabas y daban apoyo global a ese informe. Los cuatro tipos nuevos de áreas recreativas federales que fueron añadidos al sistema entre 1933 y 1964 fueron, en general, consistentes con las recomendaciones de esos estudios.

#### Vías parque nacionales

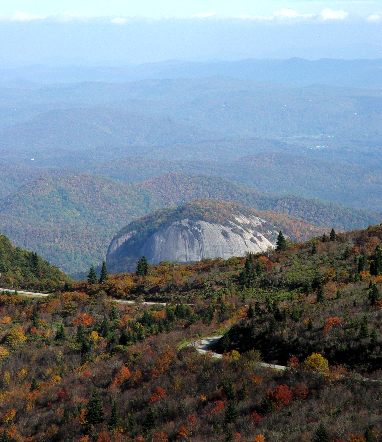
A través de la Blue Ridge Parkway desde Looking Glass Rock.

La moderna vía parque, fruto de la edad del automóvil, parece tener su origen en la Westchester County Parkways, en Nueva York, construida entre 1913 y 1930. En un primer momento, el Congreso también aplicó la idea a nivel local —en el Distrito de Columbia— pero más tarde se comprometió con más claridad los proyectos de alcance nacional. El Congreso autorizó su primer proyecto de vía parque en 1913, las cuatro millas de la Rock Creek and Potomac Parkway, que conectaba con el Parque Potomac con Rock Creek y el Parque Zoológico Nacional. En 1928, el Congreso autorizó la Autopista Memorial Mount Vernon (Mount Vernon Memorial Highway) para enlazar el Distrito de Columbia con el Monte Vernon, en conmemoración del bicentenario del nacimiento de Washington. En 1930 esta autopista fue rebautizada con el nombre de «George Washington Memorial Parkway», y se extendió el concepto al ampliar desde Mount Vernon todos los caminos hasta Great Falls, en Virginia, y desde Fort Washington hasta Great Falls, en Maryland (salvo Alexandria y el Distrito de Columbia).
Durante la Segunda Guerra Mundial, el Congreso extendió la red de vías parque de la Capital Nacional autorizando la Suitland Parkway para proporcionar una vía de acceso a la base de la fuerza área de Andrews, y la Baltimore-Washington Parkway, cuya primera unidad daba acceso a Fort George G. Meade. 
La Colonial Parkway en Virginia fue la primera vía parque autorizada por el Congreso fuera de las inmediaciones del Distrito de Columbia. Proporciona una carretera paisajística de 23 millas entre la isla de Jamestown, Colonial Williamsburg y el Campo de Batalla de Yorktown, como parte del monumento nacional Colonial, autorizada en 1930. 
Una nueva era para las vías parque nacionales se inició con la autorización de las vías parque de Blue Ridge y Natchez Trace durante la década de 1930. Ya no eran cortas carreteras metropolitanas o condales, sino que servían a una gran variedad de tráficos locales y nacionales, pero protegiendo las carreteras que atraviesan cientos de kilómetros de áreas pintorescas e históricas de paisaje rural. Estas vías parque nacionales diferentes comenzaron como proyectos de obras públicas durante el New Deal y se transformaron en unidades del sistema de parques Nacionales. 
La Skyline Drive, en el parque nacional Shenandoah, sirvió como prototipo para la Blue Ridge Parkway. El presidente Herbert Hoover concibió la idea de la Skyline Drive durante las vacaciones en su campamento en los Rapidan. Fue diseñada en 1931 y comenzó como un proyecto de socorro () en 1932. 
Tras la elección del Presidente Roosevelt rápidamente Congreso Nacional promulgó la Ley de Recuperación Industrial de 1933 para estimular la economía. Entre otras disposiciones, autoriza al Administrador de Obras Públicas, Secretario de Interior Harold L. Ickes, para preparar un amplio programa de obras públicas. El senador Harry F. Byrd de Virginia, con la ayuda de otros, aprovechó la oportunidad para proponer la construcción de una carretera escénica que une Shenandoah y Great Smoky Mountains National Park en un proyecto de obras públicas [1]. 
La Blue Ridge Parkway es considerado por muchos como un triunfo en parkway Servicio de diseño, siempre que el automovilista con un sereno entorno propicio para los viajes de ocio y disfrute al mismo tiempo le permite muchas ideas sobre la belleza, historia y cultura de la Sierra Sur. El 469-millas parkway, a veces llamado un gran balcón, los suplentes vistas de montaña y valle con visión íntima de la fauna y la flora de la Blue Ridge y cerca de puntos de vista de las estructuras típicas de montaña, como la Mabry Mill, construido de troncos por los pioneros y sigue funcionando. 
El Natchez Trace Parkway es la segunda mayor Parkway Nacional, una proyección de 450 millas de carreteras a través de una zona protegida de bosque, pradera, y sobre el terreno que, en general, sigue la ruta de la histórica Natchez Trace de Nashville, Tennessee, a Natchez, Misisipi. El Antiguo Natchez Trace fue una vez un indio camino y, a continuación, un desierto de carretera y, por último, desde 1800 hasta 1830 una carretera que vincule a la edad de Southwest a la Unión. El parkway se completó en 2003 con el último eslabón al sur de Nashville, Tenneesee. El parkway vínculos históricos y características naturales incluido el monte la langosta, la primera posada en el Rastro, Emerald Mound, una de las mayores estructuras ceremoniales indios en los Estados Unidos, Chickasaw Pueblo y Bynum Mounds en Misisipi, y Colbert del ferry y Metal Ford en Tennessee.

#### Áreas demostrativas recreativas

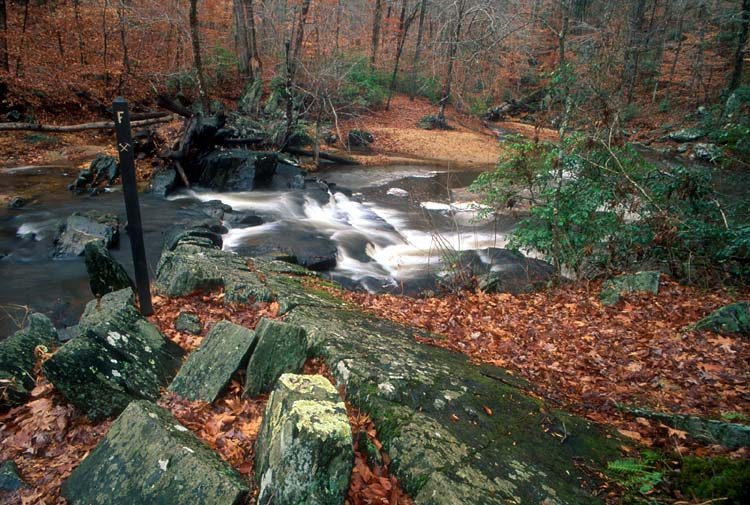
Una de las muchas pequeñas cascadas en el North Valley Trail, en el parque forestal Prince William.

Al igual que la Blue Ridge Parkway, otras dos zonas recreativas del actual Sistema de Parques Nacionales tienen su origen en la Ley de Recuperación Industrial Nacional («National Industrial Recovery Act») de 1933: —Catoctin Mountain Park, en Maryland, y Prince William Forest Park, en Virginia. 
Entre muchas otras funciones, la ley de Recuperación Industrial Nacional autorizó la compra federal de tierras consideradas marginales para la agricultura pero valiosas para fines de recreo. En 1936, se puso en marcha un Programa de Áreas Demostrativas Recreativas («Recreational Demonstration Area program») que tenía tres objetivos: 1) desarrollar esas tierras como parques; 2) proporcionar empleo; 3) crear nuevos parques cerca de las áreas urbanas. Se autorizaron 46 proyectos —que comprendían 397.000 hectáreas, en 24 estados diferentes, en su mayoría cerca de los centros metropolitanos— para ofrecer recreo al aire libre a los residentes de unas ciudades abarrotadas.
Se pretendió desde el principio que la mayoría de esos proyectos fuesen luego entregados a los estados y los municipios después de la operación y, en 1942, el Congreso proporcionó la autorización necesaria para ello. En 1946 la mayoría de traspasos se habían llevado a cabo, pero el Servicio de Parques nacionales retuvo dos de esas áreas: Catoctin Mountain Park, sede de Camp David, de las que 4500 hectáreas del proyecto original fueron transferidas a Maryland; y Prince William Forest Park (anteriormente Chopawamsic) que se mantuvo también como una unidad administrada por Parques de la Capital Nacional («National Capital Parks»).
Además, otras tierras pertenecientes a esas áreas demostrativas recreativas fueron incorporadas más adelante a otras unidades del Sistema, como a los parques nacionales de Acadia, Badlands, Shenandoah y Theodore Roosevelt, al monumento nacional White Sands, al sitio histórico nacional Hopewell Village, al parque militar nacional Kings Mountain y al parque campo de batalla nacional Manassas. Ahora largamente olvidados, los proyectos de demostración recreativos dejaron varios marcas permanentes en el Sistema de Parques Nacionales e ilustran una vez más la capacidad del Servicio para ayudar a satisfacer las cambiantes condiciones sociales y económicas de la nación.

#### Áreas recreativas relacionadas con los embalses

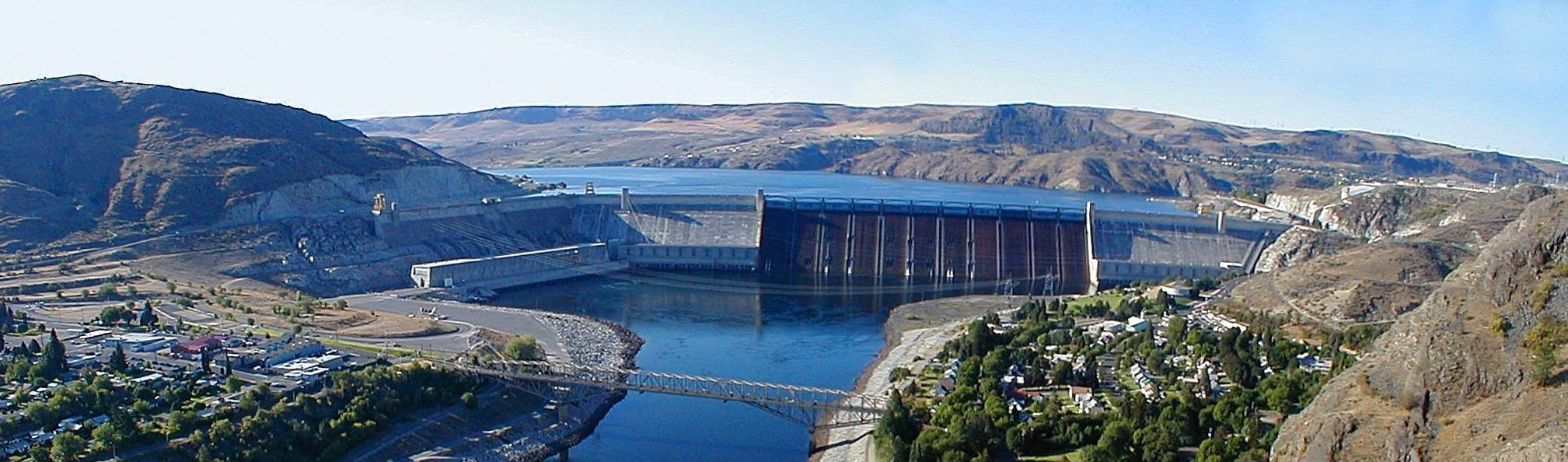
Grand Coulee Dam, Lake Roosevelt National Recreation Area.

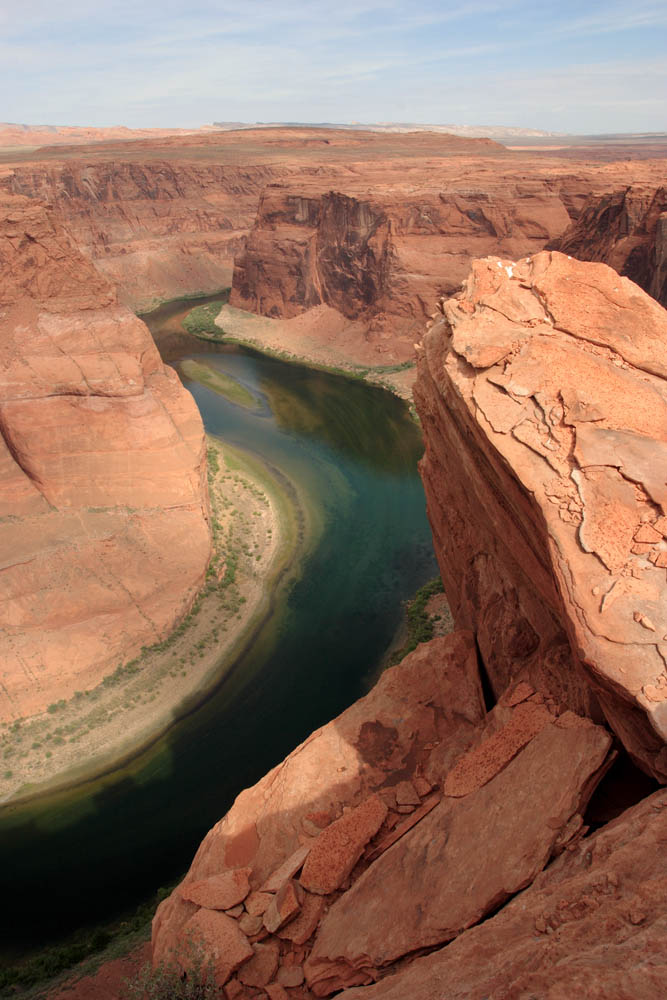
El río Colorado serpentea a través del cañón Glen, en el norte de Arizona.

Entre 1933 y 1964, se añadieron al Sistema cinco áreas de recreo nacional. Este nuevo tipo de áreas de parques federales surgió de los proyectos de regeneración de gran escala del proyecto de la presa Hoover y de los programas de desarrollo de cuencas hidrográficas multipropósito, como el de la Tennessee Valley Authority, que se iniciaron en la década de 1930 y se extendieron por los valles de los ríos de todo el país después de la Segunda Guerra Mundial. 
Lago Mead fue la primera área recreativa nacional. La ley del Proyecto del Cañón Boulder («The Boulder Canyon Project Act»), aprobada en 1928, autorizó al Bureau of Reclamation la construcción de la presa Hoover en el río Colorado. Los trabajos comenzaron en 1931 y la presa, la más alta del hemisferio occidental, se terminó en 1935. Al año siguiente, en virtud de las disposiciones de un acuerdo con el Bureau of Reclamation, el Servicio de Parques nacionales asumió la responsabilidad de todas las actividades recreativas en el Lago Mead.
La siguiente fue el área recreativa nacional de la presa Coulee («Coulee Dam National Recreation Area»), actualmente denominada área recreativa nacional del embalse Roosevelt («Lake Roosevelt National Recreation Area»), creada en 1946 en virtud de un acuerdo con el Bureau of Reclamation siguiendo el modelo del Lago Mead. La construcción de la presa Gran Coulee comenzó en 1933 y la instalación se puso en funcionamiento en 1941, creando un largo embalse, denominado lago Franklin D. Roosevelt, de más de 240 km de largo y unos 1.060 kilómetros de costa.
Aunque otras áreas recreativas de otros embalses fueron administrados por el Servicio durante un tiempo, luego fueron delegadas: lago Millerton, en California, fue entregada al estado de California; lago Texoma, en Oklahoma-Texas, se transfirió al Cuerpo de Ingenieros del Ejército; y la unidad norte de Flaming Gorge, en Utah-Wyoming, paso a depender del Servicio Forestal.
Tres áreas recreativas nacionales más establecidas durante los años 1950 todavía hoy se encuentran en el Sistema de Parques Nacionales. Shadow Mountain, junto a la entrada oeste del parque nacional de la Rocosas, abraza las características de recreo del lago Granby y el lago Shadow Mountain, dos unidades del Gran Proyecto Colorado-Thompson. El cañón Glen fue establecido en 1958 para proporcionar actividades recreativas en el lago Powell, formado detrás de la presa de Glen Canyon en el río Colorado, una de las presas más altas del mundo. El área recreativa nacional Whiskeytown Shasta-Trinity, en California, fue creado por ley del Congreso en 1962. El Servicio de Parques nacionales, sin embargo, administra las instalaciones de recreo sólo en el embalse Whiskeytown, mientras que el Servicio Forestal se ocupa de las mismas instalaciones, más amplias, en Shasta y Trinity. 
En 1964, la aplicación del concepto de áreas recreativas nacionales en los grandes embalses de las presas federales, ya fuesen construidas por el Bureau of Reclamation o el Cuerpo de Ingenieros, fue bien aceptado por el Congreso. Ocho reservas más de este tipo fueron autorizados como adiciones al Sistema de Parques Nacionales entre 1964 y 1972.

#### Servicio nacional de costas

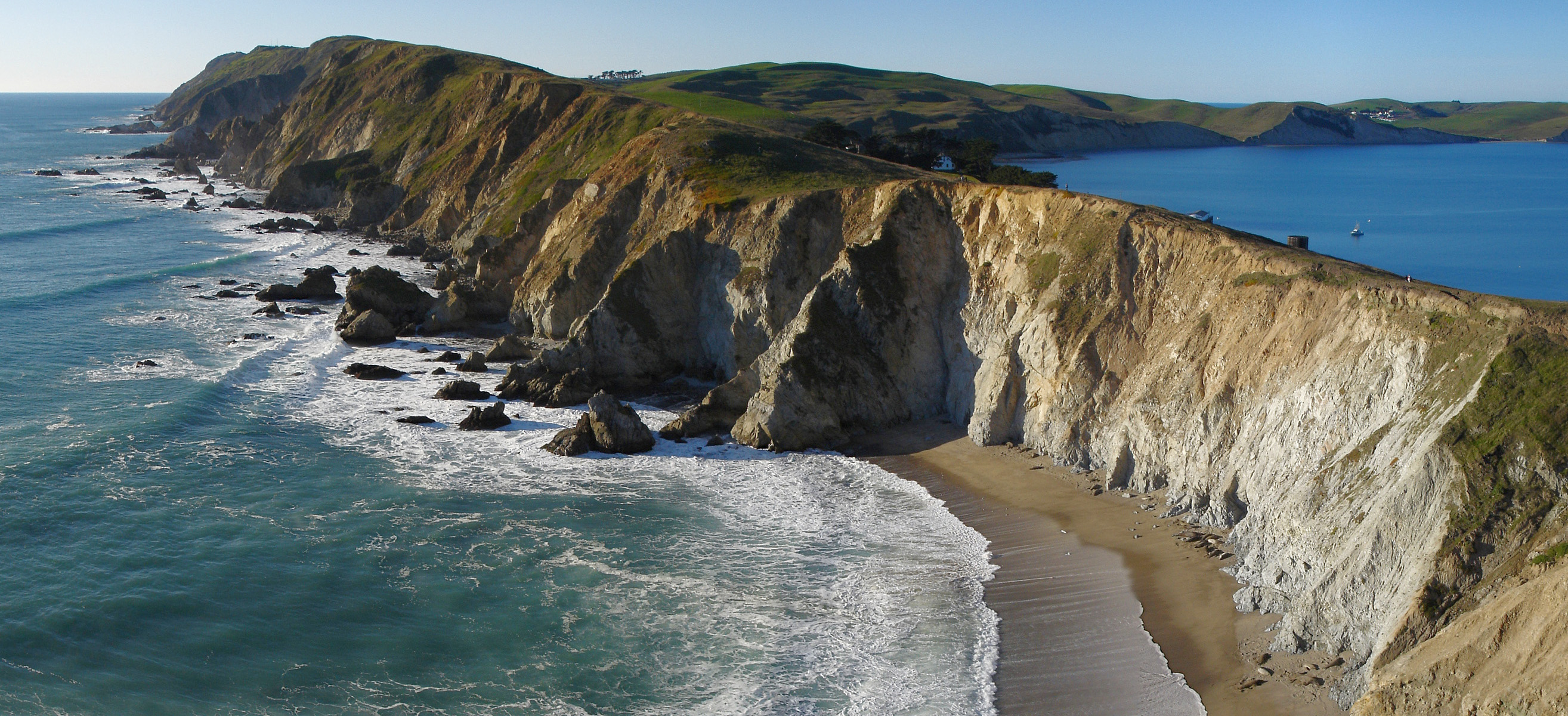
Punta Reyes, vista desde el sendero de Chimney Rock, en invierno. Hay elefantes marinos en la arena en la parte inferior de los acantilados. (Costa nacional Point Reyes).

La primera encuesta de costas recreativas de los años 1930 dio lugar a una recomendación de que se protegieran para ser preservados 12 tramos principales de costas vírgenes del Atlántico y del Golfo, con 437 kilómetros de playa. Llegó la Segunda Guerra Mundial y no se produjo ninguna acción al respecto antes de 1954, cuando una sola de las áreas propuestas fue creada: costa nacional de Cabo Hatteras, en Carolina del Norte. En todas menos una —Cape Cod— habían comenzado desarrollos comerciales. Nuevas encuestas del litoral concluyeron en varios informes principales, como de la costa Nuestras moribundo litoral («Our Vanishing Shoreline», 1955); «Un informe sobre la Encuesta sobre áreas recreativas de la costas del Atlántico y del Golfo» («A Report on the Seashore Recreation Survey of the Atlantic and Gulf Coasts», 1955); «Nuestro cuarto litoral, Encuesta sobre áreas recreativas en la ribera de los Grandes Lagos» («Our Fourth Shore, Great Lakes Shoreline Recreation Area Survey», 1959); y «Encuesta sobre áreas recreativas en la costa del Pacífico» («Pacific Coast Recreation Area Survey», 1959). En 1972, los frutos de este programa incluyeron ocho costas nacionales y cuatro riberas de lago nacionales («National Lakeshores»), la primera de ellas autorizados antes de 1964. 
El concepto de costa nacional llegó a la costa del Pacífico en 1962, con la autorización de Point Reyes, en California, que abarca más de cuarenta millas de costa, incluyendo la histórica bahía Drakes, punta Tomales y la misma punta Reyes. También llegó el concepto a la costa del Golfo en 1962, con la autorización de Padre Island, en Texas. Esta gran isla costera se extiende 113 millas a lo largo de la costa de Texas, desde Corpus Christi, al norte, hasta casi México, en el sur, y varía en anchura desde unos pocos cientos de metros hasta unas tres millas. Hay algunas desarrollos privados en cada uno de los extremo de la isla.

### Los segundos 50 años (1966-2016)
(en elaboración)

## Denominaciones en el Sistema de Parques Nacionales
El «Sistema de Parques Nacionales» de los Estados Unidos utiliza más de 20 denominaciones (o títulos o categorías) diferentes para nombrar las unidades de parques que gestiona, dependiendo de cual haya sido la autorización legislativa individual. Las más conocidas son los parques nacionales y los monumentos nacionales. Las denominaciones empleadas son las siguientes:
|                 | Designación                                                                                                  | Designación                                                                                     | |        | Superficie |
| Siglas          | Inglés | Español                                                                                         | Descripción | Número | km²        |
| --------------- | --- | ----------------------------------------------------------------------------------------------- | --- | ------ | ---------- |
| NB NBP NMP NBS  | «National Battlefield» «National Battlefield Park» «National Military Park» «National Battlefield Site»      | Campo de Batalla Nacional Parque campo de batalla nacional Parque militar nacional              | Este título general incluye campos de batalla nacionales («National Battlefield», NB), parques nacionales de campo de batalla («National Battlefield Park», NBP), sitios nacionales de campo de batalla («National Battlefield Site», NBS) y parques militares nacionales («National Military Park», NMP). En 1958, un comité del Servicio de Parques nacionales recomendó unificar todas las denominaciones como campo de batalla nacional como único título para todas las tierras del parque. | 24     | 261,98     |
| NHP NHS         | «National Historical Park» «National Historic Site» «International Historic Site»                            | Parque histórico nacional Sitio histórico nacional                                              | Parques históricos que se extienden más allá de las propiedades individuales o edificios. Los sitios históricos nacionales o también Lugares Nacionales de Interés Histórico son sitios asociados directamente con hechos históricos. Derivados de la ley de Sitios Históricos de 1935 («Historic Sites Act»), algunos sitios históricos fueron establecidos por los Secretarios de Interior, pero la mayoría han sido autorizados por leyes del Congreso. | 120    | 828,96     |
| NL              | «National Lakeshore»                                                                                         | Ribera de lago nacional                                                                         | Riberas de lagos nacionales, todas en los Grandes Lagos, estrechamente paralelo costas en el carácter y el uso. | 4      | 926,22     |
| NMem            | «National Memorial»                                                                                          | Memorial nacional                                                                               | Un área conmemorativo de una persona o episodio histórico, que no tiene por qué ocupar un sitio históricamente relacionadas con el tema. | 28     | 42,66      |
| NM              | «National Monument»                                                                                          | Monumento nacional                                                                              | La Ley de Antigüedades de 1906 autorizó al Presidente a declarar, mediante proclamación pública, hitos, estructuras, y otros objetos de interés histórico o científico situados en tierras propiedad o controladas por el gobierno para ser monumentos nacionales. El monumento nacional Torre del Diablo fue el primero en 1906. | 73     | 9214,73    |
| NP              | «National Park»                                                                                              | Parque nacional                                                                                 | Generalmente, grandes lugares, verdaderas maravillas naturales con una gran variedad de atributos y, en ocasiones, importantes bienes históricos. La caza, la minería y las actividades de consumo no estén autorizadas. El primer parque nacional fue el parque nacional Yellowstone, declarado en 1872. | 58     | 210 279,86 |
|                 | «National Parkway»                                                                                           | Vía parque nacional                                                                             | El título hace referencia a una carretera y al parque paralelo a la carretera. Todos están destinados a rutas a motor pintorescas, a lo largo de un corredor viario de protección, conectado a menudo con sitios culturales. | 4      | 713,64     |
| NPres           | «National Preserve» «National Reserve»                                                                       | Reserva nacional                                                                                | Áreas que tienen características propias de parques nacionales, pero en las que el Congreso ha permitido continuar con actividades públicas de caza, trampeo y la exploración y extracción de gas o petróleo. Muchas reservas nacionales existentes, sin caza deportiva, podrían considerarse como parques nacionales. Las reservas y las preservas son similares, pero la gestión puede ser realizada por un gobierno local. La reserva de Big Cypress y la preserva de Big Thicket fueron las primeras de este tipo en 1974 | 20     | 97 890,74  |
| NRA             | «National Recreation Area»                                                                                   | Área de recreo nacional                                                                         | Doce NRA en el sistema se centran en los grandes embalses y destacar a base de agua de recreo. Otros cinco NRA se encuentran cerca de los principales centros de población. Esos parques urbanos combinan los escasos espacios abiertos con la preservación de importantes recursos históricos y naturales importantes en la ubicación de las zonas que pueden proporcionar recreo al aire libre para gran número de personas. | 18     | 14 943,68  |
| NR NSR NWR NWSR | «National River» «National Scenic River» «National Wild River» «National Wild and Scenic River and Riverway» | Rio nacional Rio paisajístico nacional Rio salvaje nacional Rio paisajístico y salvaje nacional | Hay distintas modalidades en esta categoría: río nacional y zona de recreo («National River and Recreation Area»), río paisajístico (o pintoresco o escénico) nacional («National Scenic River», NSR), río salvaje (o silvestre) («Wild River»), etc o ambos Río Nacional Salvaje y Paisajístico («National Wild and Scenic River», NWSR) (El primero fue autorizado en 1964, y otros fueron establecidos siguiendo lo dispuesto en la «Ley de ríos salvajes y escénicos» de 1968 («Wild and Scenic Rivers Act»)). No todos los ríos que tienen la consideración de «río Nacional Salvaje y Paisajístico» pertenecen al «Sistema de Parques Nacionales» ya que el NPS gestiona solamente 16 ríos de forma individual. Además, participa en la gestión conjunta de otros cuatro con el USFS («U.S. Forest Service»), de uno con el USFWS («U.S. Fish & Wildlife Service»), de tres de forma conjunta con la USFWS/BLM («Bureau of Land Management») y de otros 8 con otros organismos estatales o locales. | 15     | 3020,40    |
| NT NST NHT      | «National Trail» «National Scenic Trail» «National Historic Trail»                                           | Sendero nacional (o ruta) Sendero paísajistico nacional Sendero histórico nacional              | Parques lineales (más de 3.600 millas) autorizados en virtud de la «Ley del Sistema Nacional de Senderos» de 1968 («National Trails System Act»). | 3      | 963,13     |
| NS              | «National Seashore»                                                                                          | Costa nacional                                                                                  | Se han establecido diez costas nacionales en el océano Atlántico, las costas del Golfo de México y en el océano Pacífico; algunas están desarrolladas y otras se mantienen relativamente en estado natural. La caza está permitida en muchas de estas costas. | 10     | 2408,20    |
| NC              | «National Cemetery»                                                                                          | Cementerio nacional                                                                             | En la actualidad, hay 14 cementerios nacionales en el «Sistema de Parques Nacionales», todas ellos administrados de forma conjunta con una unidad asociada, y por ello no se contabilizan por separado. |        |            |
|                 | Otras designaciones (White House, National Mall, etc)                                                        |                                                                                                 | | 11     | 162,39     |
|                 | Total |                                                                                                 | | 388    | 341 656,62 |

Además de las «unidades» del «Sistema de Parques Nacionales», el Servicio de Parques nacionales proporciona también asistencia técnica y financiera a varias «Áreas Asociadas» («Affiliated Areas»), que comprenden una gran variedad de lugares, en los Estados Unidos y Canadá, que preservan importantes propiedades ajenas al «Sistema de Parques Nacionales». Algunas de ellas han sido reconocidas por Ley del Congreso, otras han sido designadas «Lugares Históricos Nacionales» por el Secretario de Interior en virtud de la potestad que le confiere la «Ley de Sitios Históricos» de 1935 («Historic Sites Act»). El área asociada de mayor extensión es la Reserva Nacional New Jersey Pinelands, con 4.711 km² y la más pequeña el Memorial Nacional Benjamin Franklin con menos de 40 m² (Las zonas asociadas se señalan en las tablas que siguen).
El «Registro Nacional de Lugares Históricos» («National Register of Historic Places»), con cerca de 79.000 entradas, está administrado por el Servicio de Parques e incluye automáticamente todas las áreas del «Sistema de Parques Nacionales» designadas debido a su importancia histórica, incluyendo todos los «parques históricos nacionales»/«sitios históricos», los «campos de batalla nacionales»/«parques militares», los «memoriales nacionales» y algunos «monumentos nacionales».
Delaware es el único estado sin ninguna unidad en el «Sistema de Parques Nacionales»; si tienen alguna unidad Washington D. C., Guam, Samoa Americana, las Islas Vírgenes y Puerto Rico.
Casi todas las unidades gestionadas por el Servicio de Parques nacionales participan en el programa «National Park Passport Stamps» («Sellado de Pasaporte de Parque Nacional»).
Muchas unidades del Sistema de Parques, en especial aquellos con muchas visitas, cobran una entrada que va desde 1 dólar a los 25 dólares por semana. Se pueden adquirir pases anuales, que permite la entrada ilimitada al sistema de parques Nacionales por $80 al año (este pase anual cubre la mayoría de las tierras federales de esparcimiento, incluso las administrados por otros organismos). Este pase da derecho a la libre entrada, aunque otros cargos aplicables, como el estacionamiento, acampada, backcountry acceso, etc, se siguen aplicando.

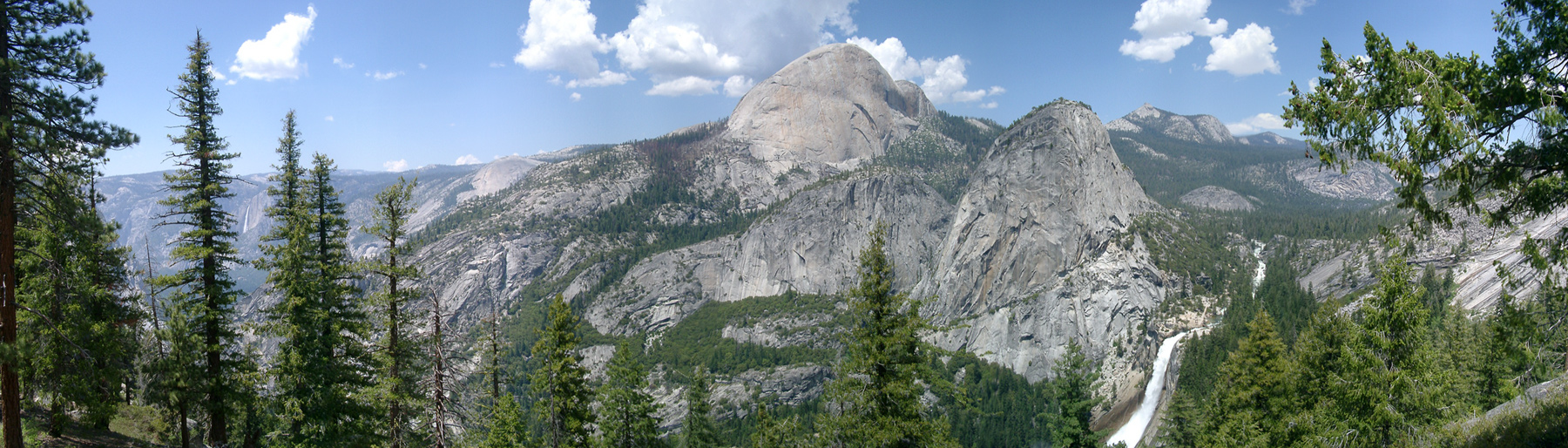
El Medio Domo visto desde el sur, y a su derecha, la Cascada del Velo de Novia (parque nacional de Yosemite).